# مخور (شوط)
مخور هي قرية في مقاطعة شوط‌، إيران. عدد سكان هذه القرية هو 2,603 في سنة 2006.